# 미쿠니 (기업)

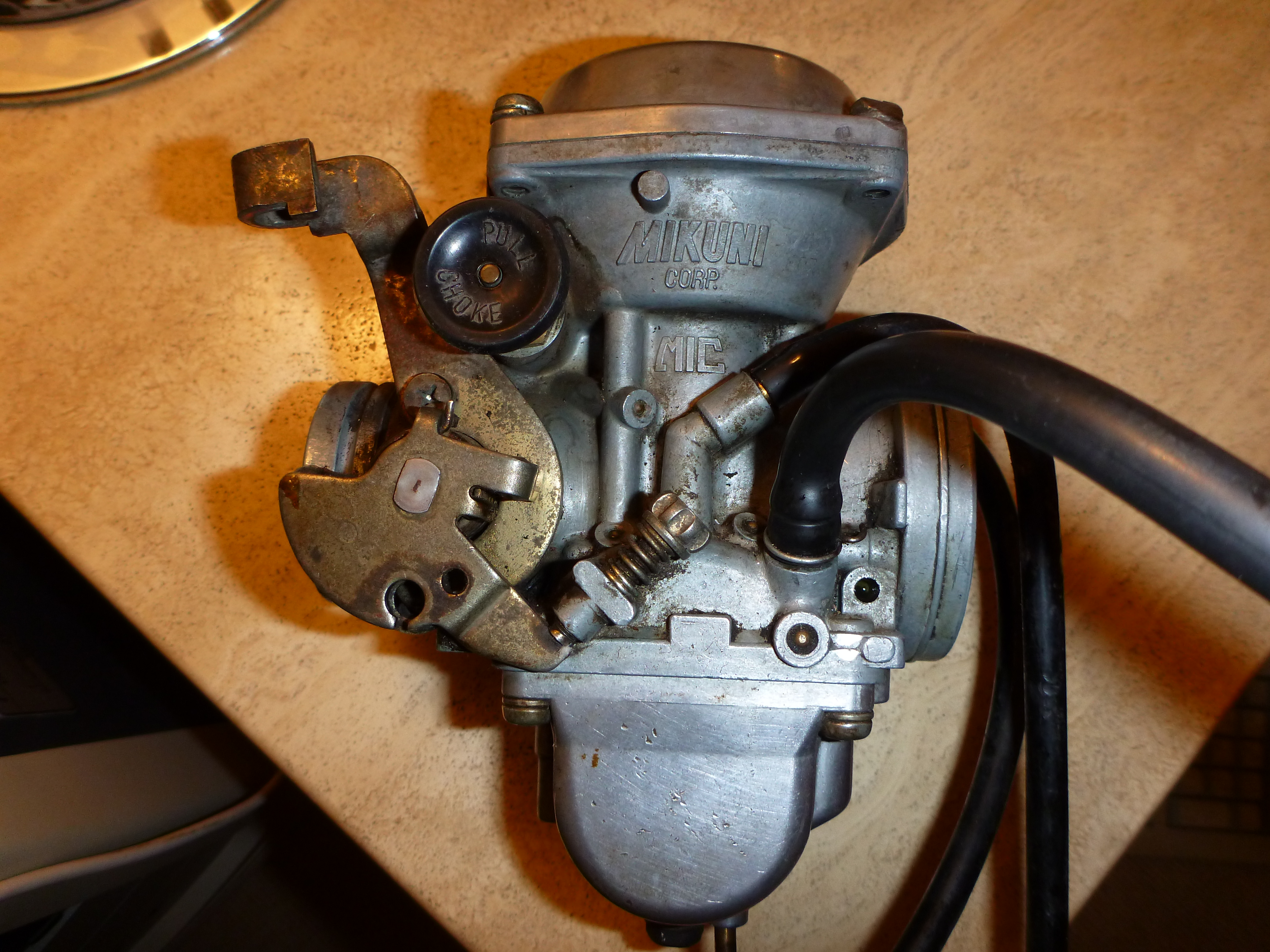
스즈키 모터사이클의 미쿠니 기화기 BS 36 SS

주식회사 미쿠니(영어: Mikuni, 일본어: 株式会社ミクニ Kabushiki gaisha Mikuni[*])는 일본의 자동차 제품 제조 회사이다. 주요 사업 활동은 기화기, 연료 분사 장치 및 기타 자동차 및 모터사이클 관련 장비에 중점을 둔다.

## 역사 및 현황
미쿠니는 1923년에 설립되었으며, 1948년에 법인화되었다.
이 회사는 많은 주요 일본 모터사이클 제조업체에 기화기를 공급하는 것으로 가장 잘 알려져 있다. 또한 여러 일본 자동차에도 사용된 솔렉스 기화기의 라이선스 복제품으로도 유명하다.
미쿠니는 태국과 인도네시아를 비롯한 동남아시아에서 야마하, 스즈키, KR모터스, TVS 모터 컴퍼니, 혼다 등 모터사이클, 스쿠터, 모페드 제조업체와 협력하여 사업을 운영하고 있다.